# Alessandro Caparco
Alessandro Caparco (nacido el 7 de septiembre de 1983) es un futbolista italiano que juega para el CSM Studențesc Iași como portero.

## Carrera del club
Nacido en Moncalieri, Italia, Caparco empezó su carrera en el A.S.D. Moncalieri Calcio, y posteriormente pasó cinco años en el A.S.D. Montalto Ivrea. En 2008 se fue a la Serie B italiana con el equipo U.S. Grosseto F.C., y jugó 19 partidos en su período de dos temporadas.

### Rumania
En septiembre de 2010 Caparco se movió al extranjero por primera vez en su carrera, uniéndose a la Liga I, y jugando para el equipo FCM Târgu Mureş. Aparecía regularmente en el equipo pero dejó el club en diciembre de 2013  y firmó para el CSM Studențesc Iași de Liga II en el mes siguiente.